# Olof Ek
Pehr Olof Ek, född 22 maj 1919 i Nyköping, död 1999 i Frankrike, var en svensk teckningslärare, målare och illustratör.
Han var son till kamrer Josef Ek och Karolin Edith Delin samt från 1950 gift med Jeanne Jacquin.
Ek studerade vid Högre konstindustriella skolan i Stockholm 1942–1945 samt under studieresor till England, Frankrike och Spanien. Separat ställde han ut på Galerie Æsthetica i Stockholm och han medverkade i Nationalmuseums utställning Unga tecknare. Hans konst består av porträtt och landskap, de senare i en lätt kubiserad form. Som illustratör illustrerade han bland annat Björn Hodells Wärdshus förbi och Gunnar Brolunds Narren samt ett flertal bokomslag. Ek är representerad med tuschteckningen Dansös vid Moderna museet.
Ek spelade rollen Johansson i den satiriska filmen Myglaren 1966.